# Angelo (Vale Lambo)
| Recensione | Giudizio |
| ---------- | -------- |
| Rockol     | 6/10     |

Angelo è il primo album in studio del rapper italiano Vale Lambo, pubblicato il 16 marzo 2018 dalla Dogozilla Empire e dalla Universal.

## Descrizione
L'album è cantato prevalentemente in lingua napoletana, fatta eccezione per i brani Io e Medusa, completamente in italiano.
Nel disco appare inoltre Un altro giorno, un altro euro con Guè, brano che quest'ultimo aveva già inserito nella versione bonus del suo album Gentleman del 2017. Lo stesso brano è un remix ad opera di Don Joe di una vecchia traccia di Vale Lambo intitolata Dubai, in principio prodotta da Yung Snapp, brano che fino al momento del remix vantava anche di un proprio videoclip, rimosso dal canale YouTube di Vale Lambo.

## Tracce
Testi di Valerio Apice, eccetto dove indicato.
1. Intro – 2:58 (musica: Luigi Lanzo)
2. Angelo – 4:45 (musica: Vincenzo Pezzella)
3. Over fai – 3:28 (musica: Antonio Lago)
4. Io (feat. CoCo) – 4:21 (testo: Valerio Apice, Corrado Migliaro – musica: Vincenzo Pezzella)
5. Africa – 3:20 (musica: Federico Vaccari, Pietro Miano)
6. Numero 1 – 2:50 (musica: George Tsulaia)
7. Senza e té – 3:25 (musica: Vincenzo Pezzella)
8. Nemici miei (feat. MV Killa) – 3:56 (testo: Valerio Apice, Marcello Valerio – musica: Nicola Vignola)
9. Aro stat 'e cas – 5:08 (musica: Antonio Lago)
10. Perché – 3:43 (musica: George Tsulaia)
11. Wuah – 2:49 (musica: Vincenzo Pezzella)
12. Medusa – 4:05 (musica: Mattia Piras)
13. È meglio pe loro – 3:30 (musica: Alex808)
14. Un altro giorno, un altro euro (feat. Gué Pequeno) – 3:26 (testo: Valerio Apice, Cosimo Fini – musica: Luigi Florio, Antonio Lago)

## Formazione
Musicisti
- Vale Lambo – voce
- CoCo – voce aggiuntiva (traccia 4)
- MV Killa – voce aggiuntiva (traccia 8)
- Gué Pequeno – voce aggiuntiva (traccia 14)

Produzione
- Vinz Turner – produzione (tracce 2, 4, 7 e 11)
- Yung Snapp – produzione (tracce 3, 9 e 14)
- Boston George – produzione (tracce 6 e 10)
- 2nd Roof – produzione (traccia 5)
- Niko Beatz – produzione (traccia 8)
- Luigi Beats – produzione (traccia 1)
- Mattbeatz – produzione (traccia 12)
- Alex808 – produzione (traccia 13)
- Don Joe – produzione (traccia 14)

## Classifiche
| Classifica (2018) | Posizione massima |
| ----------------- | ----------------- |
| Italia            | 31                |